# Кеті Кессіді
Кетрін Евелін Аніта «Кеті» Кессіді (англ. Katherine Evelyn Anita "Katie" Cassidy, нар. 25 листопада 1986, Лос-Анджелес, США) — американська акторка, співачка і фотомодель. Свої найбільш пізнавані ролі виконала у фільмі «Чорне Різдво», «Монте-Карло» і в телесеріалах «Надприродне», «Острів Харпера», «Район Мелроуз», «Пліткарка» і «Стріла».

## Кар'єра

### Акторка
Народился 25 листопада 1986 року в Лос-Анджелес.
Після школи переїхала в Лос-Анджелес, щоб зайнятися акторською кар'єрою. Вона отримала роль Зої в популярному телешоу «Сьоме небо» (англ. 7th Heaven), з'явившись у чотирьох епізодах серіалу, а потім — у двох епізодах шоу «Секс, любов і секрети» (англ. Sex, Love & Secrets). У 2004 році акторка з'являється у кліпі Емінема на його пісню «Just Lose It». Потім пішли невеликі ролі у великому кіно: «Коли дзвонить незнайомець», «Утрачені», «Чорне Різдво» (Кеті вирушила до Ванкувера, де проходили зйомки картини; для неї це була перша головна роль), «Клік: З пультом по життю» — всі вони вийшли в 2006 році.
Крім того, знялася в декількох сценах ремейка «Помста придурків» разом з Адамом Броуді і Дженною Деван, але раптово Коледж Агнесс Скотт, де проходили зйомки, заборонив знімати на своїй території. Зрештою проект заморозили, і незабаром він був остаточно закритий. Але ця невдача з лишком окупилася зйомками в Парижі, де Кеті брала участь у фільмі з Ліамом Нісоном і Меггі Грейс під назвою «Викрадена» (вийшов на екрани в 2008 році). У 2007 Кеті знялася ще у трьох картинах: «Тут і зараз», «Прямий ефір» і «Променад».
Справжня слава прийшла до акторки, коли вона зіграла роль демона Рубі в серіалі каналу The CW «Надприродне» разом із Джаредом Падалекі і Дженсеном Еклзом. Вона знялася в 6 епізодах третього сезону, що вийшли у 2007—2008 роках. Спочатку для «Надприродного» Кеті проходила прослуховування на роль злодійки Бели Талбот (роль отримала майбутня зірка «Ходячі мерці» Лорен Коен). Для ролі Рубі Кеті Кессіді довелося брати уроки кікбоксингу та інших бойових мистецтв. Перша реакція шанувальників шоу була неоднозначною — сюжет завжди був сконцентрований на братах Вінчестерах, і до кінця сезону телеканалу не знало, як вчинити із персонажем Рубі (подейкували, що вирішальним фактором був бюджет шоу). Хай там що, акторці надали можливість вибрати: піти чи залишитися. Доти почалася робота над проектом «Острів Харпера», в якому акторка дуже хотіла знятися, тому Кеті вирішила залишити телесеріал.
Удача знову посміхнулася Кессіді, коли акторка отримала головну жіночу роль Елли Сіммс в спін-офф культового шоу 1990-х «Район Мелроуз» того ж каналу CW. Однак. незважаючи на захопливий сюжет і повернення старих героїв, рейтинги першого сезону, що виходив в ефір з вересня 2009 по квітень 2010, виявилися настільки плачевними, що серіал був закритий.
У 2010 році знімалася в перших серіях четвертого сезону американського телесеріалу «Пліткарка», де грала дівчину одного з головних героїв. З її персонажем було пов'язано багато секретів і він був весь оповитий таємницею, спочатку передбачалася, що це і є таємнича пліткарка. За цю роль була номінована на премію «найкращий негативний персонаж» MTV movie awards.
Наприкінці квітня 2010 на екрани вийшов римейк класичного фільму жахів «Кошмар на вулиці В'язів». Зараз акторка зайнята в новому проекті Кріса Картера, творця легендарних «Секретних матеріалів», під назвою «Fencewalker» — сюжет тримається в найсуворішому секреті, але подейкують, що Кріс Картер знімає «напівбіографічну драму з елементами містики». Робота над проектом ведеться в районі Лос-Анджелеса і в рідному місті Кріса Картера — Белфлауер. З чуток, у фільмі також зайнятий репер Xzibit.
6 січня 2010, акторка з'явилася на 36-му врученні нагород People's Choice Awards на каналі CBS і разом зі своїм партнером по фільму «Кошмар на вулиці В'язів» Келланом Латс і вручила нагороду Керрі Андервуд як улюбленій кантрі-співачці. Знялася також у романтичному фільмі 2011 року «Монте-Карло» в ролі найкращої подруги головної героїні у виконанні Селени Гомес.

### Нагороди і номінації
| Рік  | Нагорода                                    | Категорія                                                  | Фільм                          | Оцінка    |
| ---- | ------------------------------------------- | ---------------------------------------------------------- | ------------------------------ | --------- |
| 2018 | Festival Award / First Glance Film Festival | Найкраща акторка                                           | Благодать (2018)               | Перемога  |
| 2015 | Prism Awards                                | Найкраща акторка в багатосерійній драмі                    | Стріла (2012)                  | Перемога  |
| 2013 | Teen Choice Awards                          | Найкраща актриса науково-фантастичного або фентезі-серіалу | Стріла (2012)                  | Номінація |
| 2010 | Fright Meter Awards                         | Найкраща акторка другого плану                             | Кошмар на вулиці В'язів (2010) | Номінація |
| 2010 | Teen Choice Award                           | Найкраща акторка фільму жахів або трилеру                  | Кошмар на вулиці В'язів (2010) | Номінація |

### Співачка
У 2002 році дівчина привернула увагу музичного продюсера Джоеля Даймонда, який запропонував їй випустити пісню під назвою «I Think I Love You» («Мені здається, я люблю тебе») для студії Artemis Records, що являє собою кавер-версію хіта її батька — сингл з'явився в тому ж році. Працюючи над записом, Кеті познайомилася з Грегом Рапосо з групи Dream Street, з яким почала зустрічатися в 2002 році. Він присвятив їй пісню «We're In Love» («Ми закохані») з нагоди шістнадцятиріччя Кеті.
У пісні Джессі Маккартні «Tell Her» співається про Кеті. Джессі Маккартні говорив, що і його хіт «Bleeding Love» був також присвячений Кеті.

## Особисте життя
Завдяки роботі зі студією, в 2004 році вісімнадцятирічна дівчина знайомиться зі співаком Джессі Маккартні, з яким зустрічалася аж до 2007 року (у січні 2006 року, з'явилася разом з Джессі на обкладинці журналу Teen People, що розповідає про роман молодих людей). Знялася в кліпі на його пісню «She's No You». Після розставання молоді люди зберегли відмінні дружні стосунки.
У листопаді 2007 року, за тиждень до її 21-ліття, заарештували в місті Тусон, штат Аризона, за порушення деяких правил. Повідомлялося, що акторка представилася чужим ім'ям — Тейлор Квін Коул та збрехала про свій вік. У суді вона відповідала за надання неправдивих свідчень і незначні дорожні правопорушення.
У 2002-2003 роках зустрічалася з учасником бойз-бенду Грегом Рапосо (англ. Greg Raposo). Протягом 2005-2007 років зустрічалася зі співаком Джессі Маккартні; восени 2009 року була помічена в компанії актора Тофера Грейса (проте пара не підтвердила свої романтичні стосунки).
З грудня 2009 по грудень 2011 акторка зустрічалася з канадським хокеїстом Джарретом Столлом з команди «Лос-Анджелес Кінгс».
У 2012 році в Кеті були нетривалі стосунки з актором Джеррі Феррара, потім — із продюсером Даною Брунетті.
У 2016 році вона почала зустрічатися з Метью Роджерсом (англ. Matthew Rodgers), про якого відомо небагато. 5 червня 2017 року пара оголосила про заручини, а 8 грудня 2018 року — одружилася. Після весілля Кеті носить також і прізвище чоловіка — Кеті Кесседі Роджерс (англ. Katie Cassidy Rodgers). Кессіді подала на розлучення 8 січня 2020 року в Лос-Анджелесі.  Розлучення було оформлено 22 березня 2021 року, а 26 березня про нього стало відомо.
З березня 2023 Кессіді перебуває у стосунках з канадським актором Стівеном Гузаром. Вони познайомилися на зйомках фільму "Королівська різдвяна закоханість" каналу Hallmark.
Кессіді є прес-секретарем благодійної організації H.E.L.P. Малаві.

## Фільмографія
| Рік       |    | Українська назва                           | Оригінальна назва             | Роль                                           |
| --------- | -- | ------------------------------------------ | ----------------------------- | ---------------------------------------------- |
| 2012—2020 | с  | Стріла                                     | Arrow                         | Лорел Ленс / Чорна Канарка (основна роль)      |
| 2018      | ф  | Благодать                                  | Grace                         | Дон Волш                                       |
| 2015—2018 | с  | Флеш                                       | The Flash                     | Лорел Ленс / Чорна Сирена (3 епізоди)          |
| 2018      | ф  | Кавер-версії                               | Cover Versions                | Джекі                                          |
| 2017      | вг | Hidden Agenda (комп'ютерна гра)            | Hidden Agenda                 | Бекі Марні (голос та зовнішність)              |
| 2017      | мф | Віксен: Фільм                              | Vixen: The Movie              | Лорел Ленс / Чорна Канарка (голос)             |
| 2016—2017 | с  | Легенди завтрашнього дня                   | DC's Legends of Tomorrow      | Лорел Ленс (2 епізоди)                         |
| 2016      | мс | Віксен (вебсеріал)                         | Vixen                         | Лорел Ленс / Чорна Канарка (голос, 5 епізодів) |
| 2016      | ф  | Вовки біля дверей                          | Wolves at the Door            | Шерон                                          |
| 2015      | тф |                                            | Superhero Fight Club          | Чорна Канарка                                  |
| 2014      | ф  | Писака                                     | The Scribbler                 | Сукі                                           |
| 2013      | в  | Убий за мене                               | Kill for Me                   | Аманда Роу                                     |
| 2010—2012 | с  | Пліткарка                                  | Gossip girl                   | Джульет Шарп (12 епізодів)                     |
| 2011      | тф | Джорджтаун                                 | Georgetown                    | Ніккі Арґо                                     |
| 2011      | с  | Новенька                                   | New Girl                      | Брук (1 епізод)                                |
| 2011      | ф  | Монте-Карло                                | Monte Carlo                   | Емма                                           |
| 2010      | ф  | Кошмар на вулиці В'язів (2010)             | A Nightmare on Elm Street     | Кріс Фаулз                                     |
| 2009—2010 | с  | Район Мелроуз (2009—2010)                  | Melrose Place                 | Елла Сіммс (основна роль)                      |
| 2009      | с  | Острів Харпера                             | Harper's Island               | Тріш Веллінгтон (13 епізодів)                  |
| 2007—2008 | с  | Надприродне                                | Supernatural                  | Рубі (6 епізодів)                              |
| 2008      | ф  | Викрадена                                  | Taken                         | Аманда                                         |
| 2007      | ф  | Променад                                   | Walk the Talk                 | Джессі                                         |
| 2007      | ф  | Прямий ефір                                | Live!                         | Джуел                                          |
| 2007      | ф  | Тут і зараз                                | You Are Here                  | Еппл                                           |
| 2006      | ф  | Чорне Різдво                               | Black Christmas               | Келлі Преслі                                   |
| 2006      | ф  | Клік: З пультом по життю                   | Click                         | 27-річна Саманта                               |
| 2006      | ф  |                                            | The Lost                      | Ді Ді                                          |
| 2006      | ф  | Коли дзвонить незнайомець                  | When a Stranger Calls         | Тіффані                                        |
| 2005      | с  | Секс, любов і секрети                      | Sex, Love & Secrets           | Габріель (2 епізоди)                           |
| 2005      | с  | Сьоме небо                                 | 7th Heaven                    | Зої (4 епізоди)                                |
| 2005      | кф | Джессі Маккартні: She's No You (відеокліп) | Jesse McCartney: She's No You | подружка                                       |
| 2005      | с  | Увага! Увага!                              | Listen Up                     | Ребекка (1 епізод)                             |
| 2004      | кф | Емінем: Just Lose It (відеокліп)           | Eminem: Just Lose It          |                                                |
| 2003      | с  | Відділок                                   | The Division                  | молода Кендіс ДеЛоренцо                        |